# Чадіяров Габдулгалім Абільхаїрович
Габдулгалім Абільхаїрович Чадіяров (26 червня 1910, аул Уральської області, тепер Акжаїцького району Західноказахстанської області, Казахстан — 22 лютого 1963, місто Алма-Ата, тепер Алмати, Казахстан) — радянський казахський діяч, секретар ЦК КП(б) Казахстану із електростанцій.

## Життєпис
Член ВКП(б).
У 1937 році закінчив Московський енергетичний інститут, інженер-електрик.
У 1937—1939 роках — черговий інженер, начальник технічного відділу, начальник електроцеху Алма-Атинської центральної електростанції.
У 1939—1940 роках — начальник електромережі Алма-Атинського енергоуправління.
У 1940 році — завідувач відділу міського господарства та будівництва Алма-Атинського міського комітету КП(б) Казахстану.
У 1940—1942 роках — головний інженер, начальник Алма-Атинського міського енергоуправління.
9 липня 1942 — серпень 1943 року — секретар ЦК КП(б) Казахстану із електростанцій.
У серпні 1943 — 1945 року — заступник секретаря ЦК КП(б) Казахстану із електростанцій — завідувач відділу ЦК КП(б) Казахстану із електростанцій.
У 1945—1947 роках — слухач Вищої школи партійних організаторів при ЦК ВКП(б).
У 1947—1948 роках — заступник секретаря ЦК КП(б) Казахстану із паливно-енергетичної промисловості — завідувач відділу паливно-енергетичної промисловості ЦК КП(б) Казахстану.
У 1948—1950 роках — 2-й секретар Усть-Каменогорського міського комітету КП(б) Казахстану.
У 1950—1951 роках — старший викладач Казахського державного університету.
У 1951—1953 роках — начальник Управління електрифікації сільського господарства Міністерства сільського господарства Казахської РСР.
У 1953 — 22 лютого 1963 року — начальник Головного управління будівництва та експлуатації сільських електростанцій та енергомереж Міністерства сільського господарства Казахської РСР; керуючий тресту «Казбуделектромонтаж» Казахської РСР.
Помер 22 лютого 1963 року в Алма-Аті (Алмати).

## Нагороди
- орден «Знак Пошани»
- медалі
- Почесні грамоти Президії Верховної ради Казахської РСР